# Christophe Conte
Christophe Conte, né le 22 janvier 1967 à Arcachon, est un journaliste français spécialisé dans le rock. Il est également écrivain, biographe, chroniqueur et documentariste.

## Biographie
Christophe Conte est né à Arcachon. En 1984, il rejoint la capitale et entame des études en arts plastiques, au centre Saint Charles (école des arts de la Sorbonne). Parallèlement à ses études, il noue alors des contacts et commence à écrire des piges pour des magazines rock. En 1990, il devient journaliste pour Les Inrockuptibles, puis responsable adjoint de la rubrique rock en 1997 et par ailleurs, il présente des chroniques musicales sur les stations France Musique et France Culture. Bientôt, il publie dans Les Inrocks des chroniques caustiques, qu'il intitule Billets durs. À partir de 2005, il se lance aussi dans l'écriture de biographies (Nino Ferrer, Étienne Daho...), puis réalise également des documentaires, toujours dans le domaine du rock. En 2013, il rejoint la chaine France 4 en devenant chroniqueur dans l'émission Monte le son !. 
Après avoir quitté les Inrocks en 2018, il rejoint les pages culture de Libération où il écrit régulièrement sur la musique.
En 2020, il rejoint brièvement l'équipe des Grosses Têtes. 
En 2022, 2023 et 2024 il écrit et anime French Collection, une série d'émissions musicales consacrée au répertoire français, sur France Inter.

## Documentaires
- 2015 : François de Roubaix, un portrait au présent avec Gaëtan Chataigner (France 4)
- 2016 : David Bowie, l'Homme Cent Visages ou le Fantôme d'Hérouville avec Gaëtan Chataigner (France 4)
- 2019 : Daho par Daho avec Sylvain Bergère (France 3)
- 2019 : Glam rock, Splendeur et décadence (Arte)
- 2020 : Cosmic Trip, la musique à la conquête de l'espace avec Gaëtan Chataigner (Arte)
- 2020 : The Kinks, Trouble-fêtes du rock anglais (Arte)
- 2022 : The Who, Pile et Faces (Arte)
- 2023: Brian Wilson - le génie empêché des Beach Boys (Arte)
- 2023 : Le château d'Hérouville : Une folie rock française (France 5)
- 2025 : Madness prince du ska, roi de la pop (Arte) - prix du meilleur documentaire musical au Festival de la Baule édition 2025.